# Austrolophozia
Austrolophozia là một chi rêu trong họ Acrobolbaceae.